# دریاچه نمک لارناکا
دریاچه نمک لارناکا (یونانی: Αλυκή Λάρνακας، ترکی استانبولی: Larnaka Tuz Gölü) شبکه‌ای از چهار دریاچه آب شور با مساحت‌های گوناگون در باختر شهر لارناکا، قبرس هستند. بزرگ‌ترین در این دریاچه‌ها آلیکی (Aliki) است و به ترتیب اورفانی (Orphani)، سوروس (Soros) و سپس اسپیرو (Spiro) بزرگ‌ترند. این دریاچه‌ها در کنار یکدیگر پس از دریاچه نمک لیماسول بزرگ‌ترین دریاچه آب شور در قبرس هستند. مساحت کلی دریاچه‌ها ۲٬۲ کیلومتر مربع است و درست خارج از جاده‌ای که منجر به فرودگاه بین‌المللی لارناکا می‌شود، یکی از خاص‌ترین آثار در منطقه است. این دریاچه یکی از مهم‌ترین تالاب‌های قبرس به‌شمار می‌رود و به عنوان یک سایت رامسر و یک منطقهٔ محافظت‌شدهٔ خاص کنوانسیون بارسلون ثبت شده‌است. این دریاچه توسط بوته‌زارهای گیاهان شورپسند احاطه شده‌است و در ساحل آن، تکیه خاله سلطان، یکی از مهم‌ترین آرامگاه‌ها در اسلام عثمانی قرار دارد.
این دریاچه محل اجتماع ۸۵ گونه پرندهٔ دریایی با جمعیتی میان ۲۰٬۰۰۰ تا ۳۸٬۰۰۰ است. این دریاچه یکی از مهم‌ترین راه‌های مهاجرتی در قبرس به‌شمار می‌رود. در میان این پرندگان، ۲٬۰۰۰ تا ۱۲٬۰۰۰ فلامینگو وجود دارد که ماه‌های زمستان خود را با تغذیه جمعیت‌های میگوی آرتمیا می‌گذرانند. دیگر گونه‌های پرندهٔ مهم عبارتند از درنای خاکستری، کاکایی سرسیاه کوچک، چوب‌پای بال‌سیاه، چاخ‌لق اوراسیایی، خروس‌کلی سینه‌سیاه، چکچک قبرسی و سسک قبرس.

## نگارخانه

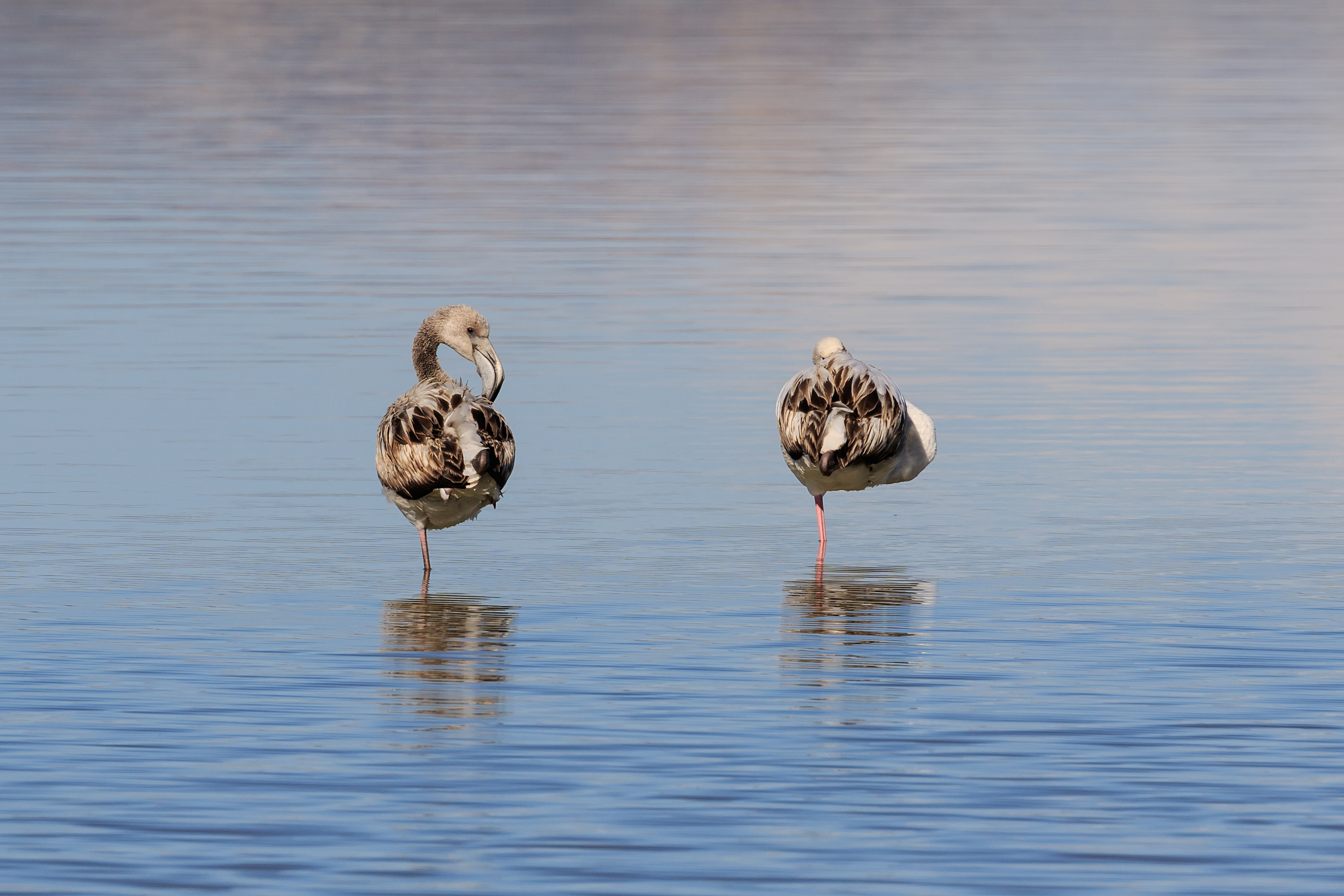
فلامینگوها روی دریاچه
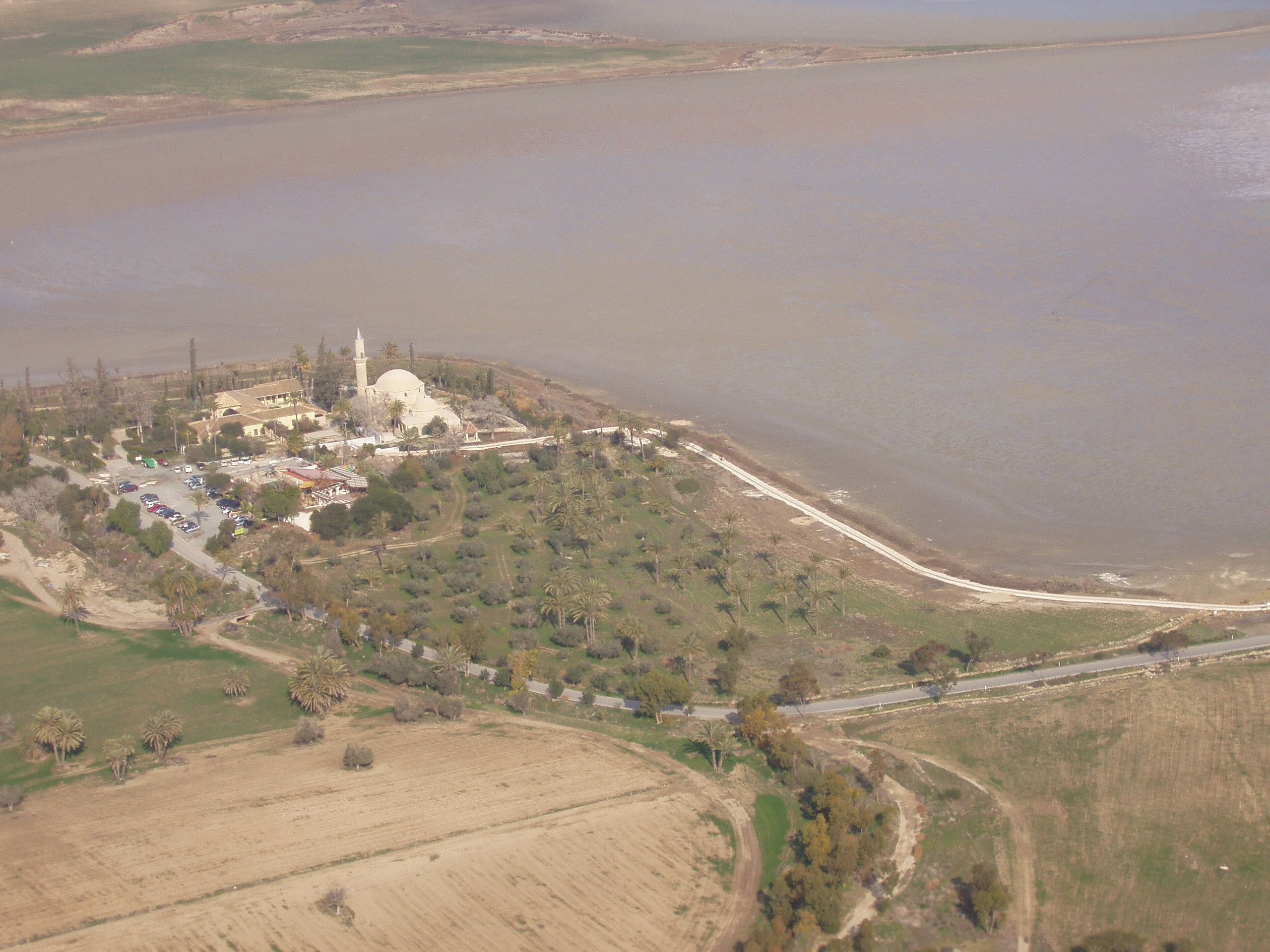
عکس هوایی از دریاچه نمک لارناکا (در زمستان) با تکیه خاله سلطان